# Премия «Тони» за лучший возрождённый мюзикл
Премия «Тони» за лучший возрождённый мюзикл — американская театральная награда, присуждаемая фондом American Theatre Wing и «Бродвейской лигой» лучшему возрождённому мюзиклу, поставленному на Бродвее. Впервые премия в данной номинации была вручена в 1994 году. Своё название премия получила в честь актрисы, режиссёра и сооснователя фонда American Theatre Wing Антуанетт «Тони» Перри.

## Победители и номинанты
В расположенных ниже таблицах находятся названия победителей и номинантов на премию «Тони» в категории «Лучший возрождённый мюзикл».
| Значок | Значение          |
| ------ | ----------------- |
| ★      | Выигравший мюзикл |

### 1990-е
| Год                   | Название мюзикла                           | Оригинальное название мюзикла                    | Либретто                                   | Музыка                       | Слова                                  | Прим. |
| --------------------- | ------------------------------------------ | ------------------------------------------------ | ------------------------------------------ | ---------------------------- | -------------------------------------- | ----- |
| 1994 (48-я церемония) | «Карусель» ★                               | Carousel                                         | Оскар Хаммерстайн II                       | Ричард Роджерс               | Оскар Хаммерстайн II                   | [ 1 ] |
| 1994 (48-я церемония) | «Чёртовы янки»                             | Damn Yankees                                     | Джордж Эбботт и Дуглас Уоллоп              | Ричард Адлер                 | Джерри Росс                            | [ 1 ] |
| 1994 (48-я церемония) | «Бриолин»                                  | Grease                                           | Джим Джейкобс и Уоррен Кейси               | Джим Джейкобс и Уоррен Кейси | Джим Джейкобс и Уоррен Кейси           | [ 1 ] |
| 1994 (48-я церемония) | «Она любит меня»                           | She Loves Me                                     | Джо Мастерофф                              | Джерри Бок                   | Шелдон Харник                          | [ 1 ] |
| 1995 (49-я церемония) | «Плавучий театр» ★                         | Show Boat                                        | Оскар Хаммерстайн II                       | Джером Керн                  | Оскар Хаммерстайн II                   | [ 2 ] |
| 1995 (49-я церемония) | «Как преуспеть в бизнесе, ничего не делая» | How to Succeed in Business Without Really Trying | Эйб Берроуз, Уилли Гилберт и Джек Вайнсток | Фрэнк Лёссер                 | Фрэнк Лёссер                           | [ 2 ] |
| 1996 (50-я церемония) | «Король и я» ★                             | The King and I                                   | Оскар Хаммерстайн II                       | Ричард Роджерс               | Оскар Хаммерстайн II                   | [ 3 ] |
| 1996 (50-я церемония) | «Хелло, Долли!»                            | Hello, Dolly!                                    | Майкл Стюарт                               | Джерри Херман                | Джерри Херман                          | [ 3 ] |
| 1996 (50-я церемония) | «Забавное происшествие по дороге на форум» | A Funny Thing Happened on the Way to the Forum   | Бёрт Шевелов и Ларри Гелбарт               | Стивен Сондхайм              | Стивен Сондхайм                        | [ 3 ] |
| 1996 (50-я церемония) | «Компания»                                 | Company                                          | Джордж Ферт                                | Стивен Сондхайм              | Стивен Сондхайм                        | [ 3 ] |
| 1997 (51-я церемония) | «Чикаго» ★                                 | Chicago                                          | Боб Фосс и Фред Эбб                        | Джон Кандер                  | Фред Эбб                               | [ 4 ] |
| 1997 (51-я церемония) | «Энни»                                     | Annie                                            | Томас Миэн                                 | Чарльз Страуз                | Мартин Чарнин                          | [ 4 ] |
| 1997 (51-я церемония) | «Кандид»                                   | Candide                                          | Лилиан Хеллман и Хью Уилер                 | Леонард Бернстайн            | Ричард Уилбер и другие                 | [ 4 ] |
| 1997 (51-я церемония) | «Однажды на матраце»                       | Once Upon a Mattress                             | Маршалл Барер, Дин Фуллер и Джей Томпсон   | Мэри Роджерс                 | Маршалл Барер                          | [ 4 ] |
| 1998 (52-я церемония) | «Кабаре» ★                                 | Cabaret                                          | Джо Мастерофф                              | Джон Кандер                  | Фред Эбб                               | [ 5 ] |
| 1998 (52-я церемония) | «1776»                                     | 1776                                             | Питер Стоун                                | Шерман Эдвардс               | Шерман Эдвардс                         | [ 5 ] |
| 1998 (52-я церемония) | «Звуки музыки»                             | The Sound of Music                               | Ховард Линдси и Рассел Круз                | Ричард Роджерс               | Оскар Хаммерстайн II                   | [ 5 ] |
| 1999 (53-я церемония) | «Энни, возьми своё ружьё» ★                | Annie Get Your Gun                               | Герберт и Дороти Филдс                     | Ирвинг Берлин                | Ирвинг Берлин                          | [ 6 ] |
| 1999 (53-я церемония) | «Маленькая я»                              | Little Me                                        | Нил Саймон                                 | Сай Коулмэн                  | Кэролин Ли                             | [ 6 ] |
| 1999 (53-я церемония) | «Питер Пэн»                                | Peter Pan                                        | Джеймс Мэтью Барри                         | Муз Чарлеп и Жюль Стайн      | Кэролин Ли, Бетти Комден и Адольф Грин | [ 6 ] |
| 1999 (53-я церемония) | «Ты хороший человек, Чарли Браун»          | You’re a Good Man, Charlie Brown                 | Джон Гордон                                | Кларк Геснер                 | Кларк Геснер                           | [ 6 ] |

### 2000-е
| Год                   | Название мюзикла                            | Оригинальное название мюзикла                  | Либретто                                       | Музыка                       | Слова                              | Прим.  |
| --------------------- | ------------------------------------------- | ---------------------------------------------- | ---------------------------------------------- | ---------------------------- | ---------------------------------- | ------ |
| 2000 (54-я церемония) | «Целуй меня, Кэт» ★                         | Kiss Me, Kate                                  | Сэмюэл и Белла Спевак                          | Коул Портер                  | Коул Портер                        | [ 7 ]  |
| 2000 (54-я церемония) | «Иисус Христос — суперзвезда»               | Jesus Christ Superstar                         | Тим Райс                                       | Эндрю Ллойд Уэббер           | Тим Райс                           | [ 7 ]  |
| 2000 (54-я церемония) | «Музыкант»                                  | The Music Man                                  | Мередит Уиллсон и Франклин Лейси               | Мередит Уиллсон              | Мередит Уиллсон                    | [ 7 ]  |
| 2000 (54-я церемония) | «Аргентинское танго»                        | Tango Argentino                                | Гектор Ореззоли и Клаудио Сеговиа (постановка) | Песни разных авторов         | Песни разных авторов               | [ 7 ]  |
| 2001 (55-я церемония) | «42-я улица» ★                              | 42nd Street                                    | Майкл Стюарт и Марк Брамбл                     | Гарри Уоррен                 | Эл Дубин                           | [ 8 ]  |
| 2001 (55-я церемония) | «Колокола звонят»                           | Bells Are Ringing                              | Бетти Комден и Адольф Грин                     | Жюль Стайн                   | Бетти Комден и Адольф Грин         | [ 8 ]  |
| 2001 (55-я церемония) | «Безумства»                                 | Follies                                        | Джеймс Голдмен                                 | Стивен Сондхайм              | Стивен Сондхайм                    | [ 8 ]  |
| 2001 (55-я церемония) | «Шоу Рокки Хоррора»                         | The Rocky Horror Show                          | Ричард О’Брайен                                | Ричард О’Брайен              | Ричард О’Брайен                    | [ 8 ]  |
| 2002 (56-я церемония) | «В лес» ★                                   | Into the Woods                                 | Джеймс Лэпин                                   | Стивен Сондхайм              | Стивен Сондхайм                    | [ 9 ]  |
| 2002 (56-я церемония) | «Оклахома!»                                 | Oklahoma!                                      | Оскар Хаммерстайн II                           | Ричард Роджерс               | Оскар Хаммерстайн II               | [ 9 ]  |
| 2003 (57-я церемония) | «Девять» ★                                  | Nine                                           | Артур Копит                                    | Мори Йестон                  | Мори Йестон                        | [ 10 ] |
| 2003 (57-я церемония) | «Джипси»                                    | Gypsy                                          | Артур Лорентс                                  | Жюль Стайн                   | Стивен Сондхайм                    | [ 10 ] |
| 2003 (57-я церемония) | «Богема»                                    | La bohème                                      | Джузеппе Джакоза и Луиджи Иллика               | Джакомо Пуччини              | Джузеппе Джакоза и Луиджи Иллика   | [ 10 ] |
| 2003 (57-я церемония) | «Человек из Ла-Манчи»                       | Man of La Mancha                               | Дейл Вассерман                                 | Митч Ли                      | Джо Дарион                         | [ 10 ] |
| 2004 (58-я церемония) | «Убийцы» ★                                  | Assassins                                      | Джон Уайдман                                   | Стивен Сондхайм              | Стивен Сондхайм                    | [ 11 ] |
| 2004 (58-я церемония) | «Большая река»                              | Big River                                      | Уильям Хауптман                                | Роджер Миллер                | Роджер Миллер                      | [ 11 ] |
| 2004 (58-я церемония) | «Скрипач на крыше»                          | Fiddler on the Roof                            | Джозеф Стайн                                   | Джерри Бок                   | Шелдон Харник                      | [ 11 ] |
| 2004 (58-я церемония) | «Чудесный город»                            | Wonderful Town                                 | Джозеф А. Филдс и Джером Ходоров               | Леонард Бернстайн            | Бетти Комден и Адольф Грин         | [ 11 ] |
| 2005 (59-я церемония) | «Клетка для чудаков» ★                      | La Cage Aux Folles                             | Харви Файерстин                                | Джерри Херман                | Джерри Херман                      | [ 12 ] |
| 2005 (59-я церемония) | «Увертюра Тихого океана»                    | Pacific Overtures                              | Джон Уайдман                                   | Стивен Сондхайм              | Стивен Сондхайм                    | [ 12 ] |
| 2005 (59-я церемония) | «Милая Черити»                              | Sweet Charity                                  | Нил Саймон                                     | Сай Коулмэн                  | Дороти Филдс                       | [ 12 ] |
| 2006 (60-я церемония) | «Пижамная игра» ★                           | The Pajama Game                                | Джордж Эбботт и Ричард Бисселл                 | Ричард Адлер и Джерри Росс   | Ричард Адлер и Джерри Росс         | [ 13 ] |
| 2006 (60-я церемония) | «Суини Тодд, демон-парикмахер с Флит-стрит» | Sweeney Todd: The Demon Barber of Fleet Street | Хью Уилер                                      | Стивен Сондхайм              | Стивен Сондхайм                    | [ 13 ] |
| 2006 (60-я церемония) | «Трёхгрошовая опера»                        | The Threepenny Opera                           | Бертольт Брехт и Элизабет Гауптман             | Курт Вайль                   | Бертольт Брехт и Элизабет Гауптман | [ 13 ] |
| 2007 (61-я церемония) | «Компания» ★                                | Company                                        | Джордж Ферт                                    | Стивен Сондхайм              | Стивен Сондхайм                    | [ 14 ] |
| 2007 (61-я церемония) | «Яблоня»                                    | The Apple Tree                                 | Джерри Бок и Шелдон Харник                     | Джерри Бок                   | Шелдон Харник                      | [ 14 ] |
| 2007 (61-я церемония) | «Кордебалет»                                | A Chorus Line                                  | Джеймс Кирквуд-младший и Николас Данте         | Марвин Хэмлиш                | Эдвард Клебан                      | [ 14 ] |
| 2007 (61-я церемония) | «110 градусов в тени»                       | 110 in the Shade                               | Н. Ричард Нэш                                  | Харви Шмидт                  | Том Джонс                          | [ 14 ] |
| 2008 (62-я церемония) | «Юг Тихого океана» ★                        | South Pacific                                  | Оскар Хаммерстайн II и Джошуа Логан            | Ричард Роджерс               | Оскар Хаммерстайн II               | [ 15 ] |
| 2008 (62-я церемония) | «Бриолин»                                   | Grease                                         | Джим Джейкобс и Уоррен Кейси                   | Джим Джейкобс и Уоррен Кейси | Джим Джейкобс и Уоррен Кейси       | [ 15 ] |
| 2008 (62-я церемония) | «Джипси»                                    | Gypsy                                          | Артур Лорентс                                  | Жюль Стайн                   | Стивен Сондхайм                    | [ 15 ] |
| 2008 (62-я церемония) | «Воскресенье в парке с Джорджем»            | Sunday In The Park With George                 | Джеймс Лэпин                                   | Стивен Сондхайм              | Стивен Сондхайм                    | [ 15 ] |
| 2009 (63-я церемония) | «Волосы» ★                                  | Hair                                           | Джеймс Рейдо и Джером Райни                    | Гэлт Макдермот               | Джеймс Рейдо и Джером Райни        | [ 16 ] |
| 2009 (63-я церемония) | «Парни и куколки»                           | Guys and Dolls                                 | Джо Сверлинг и Эйб Берроуз                     | Фрэнк Лёссер                 | Фрэнк Лёссер                       | [ 16 ] |
| 2009 (63-я церемония) | «Приятель Джои»                             | Pal Joey                                       | Джон О’Хара                                    | Ричард Роджерс               | Лоренц Харт                        | [ 16 ] |
| 2009 (63-я церемония) | «Вестсайдская история»                      | West Side Story                                | Артур Лорентс                                  | Леонард Бернстайн            | Стивен Сондхайм                    | [ 16 ] |

### 2010-е
| Год                    | Название мюзикла                           | Оригинальное название мюзикла                    | Либретто                                   | Музыка                                    | Слова                                     | Прим.  |
| ---------------------- | ------------------------------------------ | ------------------------------------------------ | ------------------------------------------ | ----------------------------------------- | ----------------------------------------- | ------ |
| 2010 (64-я церемония)  | «Клетка для чудаков» ★                     | La Cage Aux Folles                               | Харви Файерстин                            | Джерри Херман                             | Джерри Херман                             | [ 17 ] |
| 2010 (64-я церемония)  | «Радуга Финиана»                           | Finian’s Rainbow                                 | Ип Харбург и Фред Сейди                    | Бертон Лейн                               | Ип Харбург                                | [ 17 ] |
| 2010 (64-я церемония)  | «Маленькая серенада»                       | A Little Night Music                             | Хью Уилер                                  | Стивен Сондхайм                           | Стивен Сондхайм                           | [ 17 ] |
| 2010 (64-я церемония)  | «Рэгтайм»                                  | Ragtime                                          | Терренс Макнелли                           | Стивен Флаэрти                            | Линн Аренс                                | [ 17 ] |
| 2011 (65-я церемония)  | «Что бы ни случилось» ★                    | Anything Goes                                    | Гай Болтон и П. Г. Вудхаус                 | Коул Портер                               | Коул Портер                               | [ 18 ] |
| 2011 (65-я церемония)  | «Как преуспеть в бизнесе, ничего не делая» | How to Succeed in Business Without Really Trying | Эйб Берроуз, Уилли Гилберт и Джек Вайнсток | Фрэнк Лёссер                              | Фрэнк Лёссер                              | [ 18 ] |
| 2012 (66-я церемония)  | «Порги и Бесс» ★                           | Porgy and Bess                                   | Дюбоз Хейуорд                              | Джордж Гершвин                            | Дюбоз Хейуорд и Айра Гершвин              | [ 19 ] |
| 2012 (66-я церемония)  | «Эвита»                                    | Evita                                            | Тим Райс                                   | Эндрю Ллойд Уэббер                        | Тим Райс                                  | [ 19 ] |
| 2012 (66-я церемония)  | «Иисус Христос — суперзвезда»              | Jesus Christ Superstar                           | Тим Райс                                   | Эндрю Ллойд Уэббер                        | Тим Райс                                  | [ 19 ] |
| 2012 (66-я церемония)  | «Безумства»                                | Follies                                          | Джеймс Голдмен                             | Стивен Сондхайм                           | Стивен Сондхайм                           | [ 19 ] |
| 2013 (67-я церемония)  | «Пиппин» ★                                 | Pippin                                           | Роджер О. Хёрсон                           | Стивен Шварц                              | Стивен Шварц                              | [ 20 ] |
| 2013 (67-я церемония)  | «Энни»                                     | Annie                                            | Томас Миэн                                 | Чарльз Страуз                             | Мартин Чарнин                             | [ 20 ] |
| 2013 (67-я церемония)  | «Тайна Эдвина Друда»                       | The Mystery of Edwin Drood                       | Руперт Холмс                               | Руперт Холмс                              | Руперт Холмс                              | [ 20 ] |
| 2013 (67-я церемония)  | «Золушка»                                  | Rodgers and Hammerstein’s Cinderella             | Дуглас Картер Бин и Оскар Хаммерстайн II   | Ричард Роджерс                            | Оскар Хаммерстайн II                      | [ 20 ] |
| 2014 (68-я церемония)  | «Хедвиг и злосчастный дюйм» ★              | Hedwig and the Angry Inch                        | Джон Кэмерон Митчелл                       | Стивен Траск                              | Стивен Траск                              | [ 21 ] |
| 2014 (68-я церемония)  | «Отверженные»                              | Les Misérables                                   | Алан Бублиль и Клод-Мишель Шёнберг         | Клод-Мишель Шёнберг                       | Алан Бублиль и Герберт Крецмер            | [ 21 ] |
| 2014 (68-я церемония)  | «Вайолет»                                  | Violet                                           | Брайан Кроули                              | Жанин Тесори                              | Брайан Кроули                             | [ 21 ] |
| 2015 (69-я церемония)  | «Король и я» ★                             | The King and I                                   | Оскар Хаммерстайн II                       | Ричард Роджерс                            | Оскар Хаммерстайн II                      | [ 22 ] |
| 2015 (69-я церемония)  | «Увольнение в город»                       | On the Town                                      | Бетти Комден и Адольф Грин                 | Леонард Бернстайн                         | Бетти Комден и Адольф Грин                | [ 22 ] |
| 2015 (69-я церемония)  | «В двадцатом веке»                         | On the Twentieth Century                         | Бетти Комден и Адольф Грин                 | Сай Коулмэн                               | Бетти Комден и Адольф Грин                | [ 22 ] |
| 2016 (70-я церемония)  | «Цветы лиловые полей» ★                    | The Color Purple                                 | Марша Норман                               | Стивен Брей, Бренда Расселл и Алли Уиллис | Стивен Брей, Бренда Расселл и Алли Уиллис | [ 23 ] |
| 2016 (70-я церемония)  | «Скрипач на крыше»                         | Fiddler on the Roof                              | Джозеф Стайн                               | Джерри Бок                                | Шелдон Харник                             | [ 23 ] |
| 2016 (70-я церемония)  | «Она любит меня»                           | She Loves Me                                     | Джо Мастерофф                              | Джерри Бок                                | Шелдон Харник                             | [ 23 ] |
| 2016 (70-я церемония)  | «Весеннее пробуждение»                     | Spring Awakening                                 | Стивен Сейтер                              | Данкан Шейк                               | Стивен Сейтер                             | [ 23 ] |
| 2017 (71-я церемония)  | «Хелло, Долли!» ★                          | Hello, Dolly!                                    | Майкл Стюарт                               | Джерри Херман                             | Джерри Херман                             | [ 24 ] |
| 2017 (71-я церемония)  | «Фальцеты»                                 | Falsettos                                        | Джеймс Лэпин и Уильям Финн                 | Уильям Финн                               | Уильям Финн                               | [ 24 ] |
| 2017 (71-я церемония)  | «Мисс Сайгон»                              | Miss Saigon                                      | Алан Бублиль и Клод-Мишель Шёнберг         | Клод-Мишель Шёнберг                       | Алан Бублиль и Ричард Молтби-младший      | [ 24 ] |
| 2018 (72-я церемония)  | «Однажды на этом острове» ★                | Once on This Island                              | Линн Аренс                                 | Стивен Флаэрти                            | Линн Аренс                                | [ 25 ] |
| 2018 (72-я церемония)  | «Карусель»                                 | Carousel                                         | Оскар Хаммерстайн II                       | Ричард Роджерс                            | Оскар Хаммерстайн II                      | [ 25 ] |
| 2018 (72-я церемония)  | «Моя прекрасная леди»                      | My Fair Lady                                     | Алан Джей Лернер                           | Фредерик Лоу                              | Алан Джей Лернер                          | [ 25 ] |
| 2019 (73-ая церемония) | «Оклахома!» ★                              | Oklahoma!                                        | Оскар Хаммерстайн II                       | Ричард Роджерс                            | Оскар Хаммерстайн II                      |        |
| 2019 (73-ая церемония) | «Целуй меня, Кэт»                          | Kiss Me, Kate                                    | Сэмюэл и Белла Спевак                      | Коул Портер                               | Коул Портер                               |        |

### 2020-е
| Год                        | Название мюзикла | Оригинальное название мюзикла | Либретто | Музыка | Слова | Прим.  |
| -------------------------- | --- | --- | --- | --- | --- | ------ |
| 2020-2021 (74-я церемония) | В результате закрытия театров в связи с пандемией COVID-19 ни одна возрожденная постановка мюзикла в сезоне 2019-2020 гг. не квалифицировалась для участия в премии. | В результате закрытия театров в связи с пандемией COVID-19 ни одна возрожденная постановка мюзикла в сезоне 2019-2020 гг. не квалифицировалась для участия в премии. | В результате закрытия театров в связи с пандемией COVID-19 ни одна возрожденная постановка мюзикла в сезоне 2019-2020 гг. не квалифицировалась для участия в премии. | В результате закрытия театров в связи с пандемией COVID-19 ни одна возрожденная постановка мюзикла в сезоне 2019-2020 гг. не квалифицировалась для участия в премии. | В результате закрытия театров в связи с пандемией COVID-19 ни одна возрожденная постановка мюзикла в сезоне 2019-2020 гг. не квалифицировалась для участия в премии. | [ 26 ] |
| 2022 (75-я церемония)      | «Компания» ★ | Company | Джордж Ферт | Стивен Сондхайм | Стивен Сондхайм |        |
| 2022 (75-я церемония)      | «Кэролайн, или перемены» | Caroline, or Change | Тони Кушнер | Жанин Тесори | Тони Кушнер |        |
| 2022 (75-я церемония)      | «Человек-оркестр» | The Music Man | Франклин Лейси и Мередит Уилсон | Мередит Уилсон | Мередит Уилсон |        |
| 2023 (76-я церемония)      | «Парад» ★ | Parade | Альфред Ури | Джейсон Роберт Браун | Джейсон Роберт Браун |        |
| 2023 (76-я церемония)      | «В лес» | Into the Woods | Джеймс Лэпин | Стивен Сондхайм | Стивен Сондхайм |        |
| 2023 (76-я церемония)      | «Камелот» | Camelote | Аарон Соркин | Фредерик Лоу | Алан Джей Лернер |        |
| 2023 (76-я церемония)      | «Суини Тодд, демон-парикмахер с Флит-стрит» | Sweeney Todd: The Demon Barber of Fleet Street | Хью Уилер | Стивен Сондхайм | Стивен Сондхайм |        |
| 2024 (77-я церемония)      | «Мы едем, едем, едем…» ★ | Merrily We Roll Along | Джордж Фёрт | Стивен Сондхайм | Стивен Сондхайм |        |
| 2024 (77-я церемония)      | «Кабаре» | Cabaret | Джо Мастерофф | Джон Кандер | Фред Эбб |        |
| 2024 (77-я церемония)      | «Гутенберг!» | Gutenberg! The Musical! | Энтони Кинг и Скотт Браун | Энтони Кинг и Скотт Браун | Энтони Кинг и Скотт Браун |        |
| 2024 (77-я церемония)      | «Томми» | The Who’s Tommy | Пит Таунсенд и Дес Макануфф | Пит Таунсенд | Пит Таунсенд |        |
| 2025 (78-я церемония)      | «Бульвар Сансет» | Sunset Boulevard | Дон Блэк и Кристофер Хэмптон | Эндрю Ллойд Уэббер | Дон Блэк и Кристофер Хэмптон |        |
| 2025 (78-я церемония)      | «Флойд Коллинс» | Floyd Collins | Тина Ландау | Адам Геттел | Адам Геттел |        |
| 2025 (78-я церемония)      | «Джипси» | Gypsy | Артур Лорентс | Жюль Стайн | Стивен Сондхайм |        |
| 2025 (78-я церемония)      | «Пираты! Мюзикл Пензанса» | Pirates! The Penzance Musical | Уильям Гилберт | Артур Салливан | Уильям Гилберт |        |